# حصيمة (الصومعة)

تعديل مصدري - تعديل

حصيمة هي إحدى قرى عزلة عوين بمديرية الصومعة التابعة لمحافظة البيضاء، بلغ تعداد سكانها 77 نسمة حسب تعداد اليمن لعام 2004.